# Ctenoscina macrocarpa
Ctenoscina macrocarpa is een vlokreeftensoort uit de familie van de Scinidae. De wetenschappelijke naam van de soort is voor het eerst geldig gepubliceerd in 1905 door Chevreux.